# Emmanuel Soundjock
 (septembre 2022).
Si vous disposez d'ouvrages ou d'articles de référence ou si vous connaissez des sites web de qualité traitant du thème abordé ici, merci de compléter l'article en donnant les références utiles à sa vérifiabilité et en les liant à la section « Notes et références ».
 (septembre 2022).
La mise en forme du texte ne suit pas les recommandations de Wikipédia : il faut le « wikifier ».
Les points d'amélioration suivants sont les cas les plus fréquents :
- Les titres sont pré-formatés par le logiciel. Ils ne sont ni en capitales, ni en gras.
- Le texte ne doit pas être écrit en capitales (les noms de famille non plus), ni en gras, ni en italique, ni en « petit »…
- Le gras n'est utilisé que pour surligner le titre de l'article dans l'introduction, une seule fois.
- L'italique est rarement utilisé : mots en langue étrangère, titres d'œuvres, noms de bateaux, etc.
- Les citations ne sont pas en italique mais en corps de texte normal. Elles sont entourées par des guillemets français : « et ».
- Les listes à puces sont à éviter, des paragraphes rédigés étant largement préférés. Les tableaux sont à réserver à la présentation de données structurées (résultats, etc.).
- Les appels de note de bas de page (petits chiffres en exposant, introduits par l'outil «  Source ») sont à placer entre la fin de phrase et le point final[comme ça].
- Les liens internes (vers d'autres articles de Wikipédia) sont à choisir avec parcimonie. Créez des liens vers des articles approfondissant le sujet. Les termes génériques sans rapport avec le sujet sont à éviter, ainsi que les répétitions de liens vers un même terme.
- Les liens externes sont à placer uniquement dans une section « Liens externes », à la fin de l'article. Ces liens sont à choisir avec parcimonie suivant les règles définies. Si un lien sert de source à l'article, son insertion dans le texte est à faire par les notes de bas de page.
- La présentation des références doit suivre les conventions bibliographiques. Il est recommandé d'utiliser les modèles {{Ouvrage}}, {{Chapitre}}, {{Article}}, {{Lien web}} et/ou {{Bibliographie}}. Le mode d'édition visuel peut mettre en forme automatiquement les références.
- Insérer une infobox (cadre d'informations à droite) n'est pas obligatoire pour parachever la mise en page.

Pour une aide détaillée, merci de consulter Aide:Wikification.
Si vous pensez que ces points ont été résolus, vous pouvez retirer ce bandeau et améliorer la mise en forme d'un autre article.
Emmanuel Soundjock (1934-2012) est un homme de lettres et universitaire camerounais.

## Biographie
Homme de lettres et universitaire camerounais, il est agrégé de grammaire en 1965, après le Sénégalais Léopold Sedar Senghor et son compatriote Pierre Nguijol Nguijol. Il fut le premier doyen camerounais de la Faculté des Lettres et Sciences Humaines de l’Université de Yaoundé en 1968,.
Son large éventail de travaux scientifiques compte une vingtaine d’œuvres, dont les Contes du Cameroun, publiés en 1977, qui furent au programme de l’enseignement scolaire au Cameroun. 
En 1990, Emmanuel Soundjock occupe le poste de secrétaire exécutif du CERDOTOLA. Après sa retraite administrative prise en 1998, il rentre dans l’arène politique dans l’Union des Populations du Cameroun. Élu député suppléant du Nyong-et-Kellé lors des législatives du 30 juin 2002, il préside l’ Assemblée en tant que doyen d’âge. Il fut en outre un membre actif de l’association culturelle Adna Matén ma Mbog Liaa.
Décédé des suites d’un accident de la route le 17 mai 2012, il reçoit des hommages académiques le 06 juin 2012 à l’Université de Yaoundé.

## Publications
- Littérature orale et vie sociale chez les Basaa - Ann. FLSH 1(4) - Univ. Yaoundé - p. 5-18., 1972.
- Contes du Cameroun, avec Charles Binam Bikoï et Charles Popineau, Paris, EDICEF, 1977.
- L'orphelin et les champignons, 16 p., Éditions CERDOTOLA, 1981.
- Situation et politique linguistique au Cameroun, in La définition d'une stratégie relative à la promotion des langues africaines : Documents de la réunion d'experts réunis à Conakry (Guinée), 21-25 septembre 1981 Paris : UNESCO, 1985 p. 315-318.
- Les contes du Cameroun, avec Charles Binam Bikoï, CEPER, 284 p., 1984.
- La littérature orale, un monde de violence, in revue Littérature camerounaise, no 99 octobre – décembre 1989.
- Étude littéraire de Mandeng ma Bilog ou Amour d'outre-tombe, in Langues et sociétés en contact, Mélanges offerts à Jean-Claude Corbeil, Ss. Dir. Pierre Martel and Jacques Maurais, Canadiana Romanica, 1994.
- Les poètes camerounais et la langue française, in Mendo Ze, G. (éd.), Le Français langue camerounaise: enjeux pour la francophonie; éléments de stratégie, 1997.
- La législation linguistique au Cameroun, Yaoundé; CERDOTOLA, 2001.